# نیکولا تودف
نیکولا تودِف (بلغاری: Никола Тодев؛ ۱۳ ژوئن ۱۹۲۸ – ۳۰ مارس ۱۹۹۱) هنرپیشه سینما و تئاتر اهل کشور بلغارستان بود. وی در شهر دوین، واقع در استان اسمولیان زاده شد. این هنرمند برای نخستین بار در سال ۱۹۵۲ و در شهر اسمولیان به روی صحنهٔ تئاتر رفت. مدتی بعد به شهر پازارجیک نقل مکان کرده و به حرفه اش ادامه داد. نیکولا تودف بین سال‌های ۱۹۵۲ تا ۱۹۹۱ میلادی فعالیت می‌کرد.